# Hochwasserrückhaltebecken Rehnenmühle
Das Hochwasserrückhaltebecken Rehnenmühle (auch: Stausee Rehnenmühle oder Rehnenmühlesee) ist ein Hochwasserrückhaltebecken des Wasserverbandes Kocher-Lein und liegt nordöstlich der Stadt Schwäbisch Gmünd im Ostalbkreis in Baden-Württemberg. Angelegt wurde dieses Hochwasserrückhaltebecken (HRB) – wie zehn weitere HRB entlang der Lein – vom Wasserverband Kocher-Lein. Mit dem Bau dieser Hochwasserrückhaltebecken soll die Hochwassergefahr im Leintal beidseitig und im mittleren Kochertal vermindert werden.

## Lage
Der See liegt zwischen Tierhaupten, Ortsteil der Gemeinde Täferrot im Osten und Durlangen im Westen im unteren Tal der sogenannten „Gschwender“ Rot. Diese fließt von Gschwend im Nordwesten heran, wird hier von einem Erddamm aufgestaut, und mündet bald bei Täferrot in den östlich laufenden Kocher-Zufluss Lein.
Der Stausee hat bei Normalwasser einen Inhalt (Dauerstauraum) von nur 0,1 Millionen m³ und eine Ausdehnung von 4,9 ha. Bei Hochwasser können 2,9 Millionen m³ gespeichert werden; der See bedeckt dann 56,5 ha.
Unterhalb des Damms liegt die Rehnenmühle, eine  Säge- und Mahlmühle.

## Tourismus
Der Stausee liegt in einem Waldtal und ist Naherholungsgebiet. Um den See verlaufen Wanderwege. Am See selbst liegen auf großen Wiesenflächen Feuerstellen. Er ist das Angelrevier des örtlichen Bezirksfischereivereins Lein-Rems e. V.
Im Sommer ist der Rehnenmühlenstausee sehr stark besucht – das Baden erfolgt auf eigene Gefahr. Aufgrund einer EU-Richtlinie darf er nicht als Badesee beworben werden.